# Chartocerus ranae
Chartocerus ranae is een vliesvleugelig insect uit de familie Signiphoridae. De wetenschappelijke naam is voor het eerst geldig gepubliceerd in 1957 door Subba Rao.